# 岜沙掌突蟾
岜沙掌突蟾（学名：Leptobrachella bashaensis），一种于中华人民共和国贵州省从江县岜沙自然保护区发现的两栖动物，隶属于角蟾科掌突蟾属。其种加词“bashaensis”意为“岜沙的”。

## 形态特征
岜沙掌突蟾体型小，雄蟾体长22.9～25.6毫米，雌蟾体长27.1毫米左右。身体背部皮肤略粗糙，呈棕色，具深棕色不规则条纹，散布细小的红色疣粒；肘部至上臂呈红色，四肢背面具有模糊的深棕色横条；身体腹面皮肤光滑，喉部及腹部为灰白色，具有模糊的斑点；胸部为乳白色，具不规则的黑色斑点；四肢腹面灰褐色，散布有白色斑点。

## 保护
本种于2023年被收录入《有重要生态、科学、社会价值的陆生野生动物名录》。